# Fort de Montlandon
Le fort de Montlandon, aussi appelé fort de Mortier ou localement fort Fermier, est un ouvrage faisant partie des fortifications de l'Est de la France du type Séré de Rivières. Il se situe à proximité de Montlandon.
Le fort de Montlandon est situé à 10 km à l'est de Langres, au sommet d'un plateau de 416 m, sur la crête reliant Plesnoy à Montlandon. Construit tardivement, il devait à la fois combler l'espace séparant le fort de Plesnoy de celui du Cognelot, et commander la voie ferrée allant de Neufchâteau à Belfort.

## Histoire
Le fort a été construit entre 1883 et 1885, soit juste après la guerre franco-allemande de 1870 qui avait vu les troupes allemandes arriver jusqu'aux environs de Langres.
Par le décret du 21 janvier 1887, le ministre de la Guerre Georges Boulanger renomme tous les forts, batteries et casernes avec les noms d'anciens chefs militaires. Pour le fort de Montlandon, son nom est en référence au général Édouard Mortier qui a notamment participé aux campagnes napoléoniennes
Couvrant de ses feux la route de Mulhouse, il devait également servir de réduit aux batteries à établir en cas de conflit pour empêcher l'ennemi de déboucher sur le plateau ; enfin, il pouvait aussi appuyer une armée qui s'y serait cantonnée. En 1882, l'armement prévu pour le fort de Montlandon était le suivant : neuf pièces de gros calibre, treize canons de campagne ou de montagne, cinq mitrailleuses et cinq mortiers. Creusés dans le rocher et revêtus d'un placage de maçonnerie, ils sont aujourd'hui gorgés d'eau, rendant les deux caponnières inaccessibles. Quant au fossé de gorge, battu depuis des casemates situées de part et d'autre de l'entrée, il est aujourd'hui comblé.

## Description
Situé à proximité de la route de Belfort, il assurait la protection de celle-ci et du plateau dominant le haut-bassin de la Saône. De dimension réduite, c'est l'un des derniers ouvrages à cavalier.
Caractéristique inhabituelle dans les forts de Langres, le front de gorge (aujourd'hui en partie comblé) était défendu par des casemates de flanquement disposées de part et d'autre de l'entrée axiale.
Construit juste avant l'apparition de l'obus-torpille, il constitue l'un des derniers exemples de fort à cavalier. Il adopte la forme d'un trapèze régulier, avec un front de tête de 135 m de long, un front de gorge de 240 m et deux fronts latéraux de 130 m. D'une largeur de 10 m à la gorge et de 12 m sur les autres fronts à l'origine, ses fossés sont flanqués par une caponnière simple pour le front gauche, et double pour les fronts de tête et de droite.
Un poste d'observation bétonné est toujours visible au sommet d'un des abris-traverse. C'est également l'un des rares ouvrages langrois à avoir conservé en parfait état le plancher en chêne de son magasin à poudre.
On pénètre dans le fort entre les deux séries de casemates adossées au front de gorge, destinées aux officiers et à l'infirmerie. Le centre du bâtiment était affecté aux locaux disciplinaires. Au-delà de la cour, le cavalier central abrite les autres locaux : le casernement, prévu pour une troupe de 300 hommes au minimum, ainsi que les locaux de manutention et de subsistance, comportant un puits, une cuisine et un four. La quasi totalité de la façade du casernement a été remaniée : le rythme classique de chaque casemate, avec une porte encadrée de deux fenêtres, n'est plus observable. Les entrées ont été systématiquement élargies au détriment de l'une des fenêtres pour le passage des engins agricoles.
La partie supérieure de la façade du casernement est traitée en pierre meulière disposée en appareil alvéolé. Un magasin à poudre au plancher en parfait état est installé sous la branche gauche du cavalier.
Ce fort comporte deux crêtes de feux distinctes. Les pièces d'artillerie de gros calibre étaient installées au sommet du cavalier, au-dessus du casernement, sur des plate-formes de tir aménagées entre des traverses-abris. On acheminait les canons par les deux rampes d'accès en terre gazonnée situées de part et d'autre du front de gorge. Le front de tête, encore visible, et celui de gorge, étaient dévolus aux tirs d'infanterie. Les hommes y accédaient à couvert depuis le casernement grâce à une traverse centrale enracinée. Les tirs étaient commandés depuis un poste d'observation, toujours en place, implanté au sommet de l'un des parapets d'artillerie. Sa cloche crénelée est bétonnée afin de pouvoir résister aux balles et aux éclats d'obus.

## Réhabilitation
Depuis 2021, deux couples ont développé diverses activités en lien avec l’environnement mais aussi l’ouverture sur les autres à travers une ferme auberge qui valorise les produits issus des 2,5 hectares du maraîchage et de son équivalent en verger. Le fort peut être visité sur demande.